# Kuiseb
Il Kuiseb è un fiume effimero della Namibia.

## Corso
Il fiume Kuiseb nasce nell'altopiano delle Khomas Hochland (nella Regione di Khomas), una zona ad ovest della capitale Windhoek. Il fiume fluisce in direzione ovest entrando poi in una scarpata dove divide le vaste distese di ghiaia del nord dalle dune di sabbia del deserto del Namib a sud. Infine, il Kuiseb termina la sua corsa con un estuario situato poco più a sud della città di Walvisbaai.
Il Kuiseb raggiunge una lunghezza di 560 chilometri e il suo bacino idrografico si estende su una superficie di circa 15.500 km². Le precipitazioni annuali sono più elevate nell'alto corso del Kuiseb (più di 300 mm) e diminuiscono in direzione ovest (meno di 50 mm). Le precipitazioni maggiori si verificano durante la stagione delle piogge (gennaio - aprile) nel Khomas Hochland e queste si riversano nel corso inferiore del fiume, dopo aver oltrepassato il canyon in cui solo una minima quantità di acqua viene assorbita. Nel corso inferiore del Kuiseb, invece, la vegetazione può crescere lungo le rive.

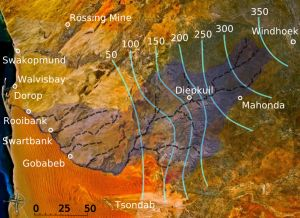
Bacino del Kuiseb e le precipitazioni medie annue in mm.

Il fiume Kuiseb è noto per essere delimitato su un lato dal più alto gruppo di dune di sabbia del mondo, e dall'altro, da roccia sterile. Le dune di sabbia rossa a sud del fiume possono raggiungere altezze superiori ai 150 metri. I venti soffiano le dune verso nord, ma la loro circolazione è bloccata dal fiume. Per questo motivo, una grande quantità di sabbia e di limo si deposita nel Kuiseb, che può raggiungere l'oceano Atlantico solo nei periodi di piena. Nel gennaio 2005 il fiume ha raggiunto l'oceano dopo vari anni.

## Ecologia
Circa l'80% della biomassa lungo il fiume Kuiseb è costituito da quattro specie: Faidherbia albida, Acacia erioloba, Euclea pseudebenus e Tamarix usneoides. Due di loro, F. albida e A. erioloba, sono di grande importanza economica ed ecologica in quanto forniscono cibo per il bestiame degli agricoltori locali e gli animali selvatici, materiale da costruzione, prodotti medicinali e ombra.
Per quanto riguarda la sua funzione sociale ed ecologica un'altra pianta importante è Acanthosicyos horridus. Si tratta di una pianta che cresce nel deserto del Namib, spinosa, priva foglie e che produce delle specie di meloni. Il suo ampio xilema, l'alto tasso di traspirazione e la capacità di non trattenere acqua nei rami permette a tale pianta di sopravvivere utilizzando in modo efficiente le poche quantità di acqua disponibili. Tale specie assume un ruolo fondamentale nel deserto del Namib, essendo una fonte diretta di proteine e di acqua per le popolazioni locali e gli animali; inoltre ha un influsso sulla stabilizzazione delle dune sabbiose.